# Austrometra thetidis
Austrometra thetidis (Clark, 1911) è una specie di crinoidi appartenente all'ordine Comatulida. È l'unica specie appartenente al genere Austrometra.

## Etimologia
Il nome della specie è composto dal nome del genere, Austrometra, e da Thetidis. Quest'ultimo era il nome della barca dalla quale fu avvistato per la prima volta un esemplare di questa specie, in Australia.

## Distribuzione e habitat
La specie fu osservata per la prima volta in Australia, precisamente nel mare della città di Tweed Heads, a profondità comprese tra 60 e 360 metri sotto il livello del mare. La zona di maggior diffusione della specie è in Australia e va dalla città di Wollongong, nel Nuovo Galles del Sud, fino allo Stretto di Bass.